# Enotria 1908
Il Football Club Dilettantistico Enotria 1908, meglio nota come Enotria, è una società calcistica dilettantistica di Milano con sede nel quartiere di Crescenzago.
Il club raggiunse l’apice della sua storia nella stagione 1919-1920, quando giocò nel campionato nazionale di Prima Categoria.

## Storia
Fondata nel 1908 come Associazione Calcio Enotria da un gruppo di studenti universitari di Porta Romana, nella primavera del 1914 partecipò al suo primo torneo ufficiale utilizzando il campo di via Colletta angolo via Friuli (adiacenze piazzale Lodi).
Anima del sodalizio rosso-blu fu per più di un ventennio "Papà" (Alessandro) Gaetani mentre per alcuni anni alla presidenza sedette il giornalista e sportivo Franco Scarioni, morto in guerra nel 1918.
Iscrittasi nella primavera del 1914 al Trofeo Primi Calci, torneo interregionale patrocinato dal bisettimanale torinese Lo Sport del Popolo, in assoluto il primo torneo giovanile under 17 giocato con l'appoggio della F.I.G.C., superò le eliminatorie Lombarde (40 squadre, 440 giocatori e 52 squadre riserve) e le vincenti del Piemonte (U.S. Juventus di Vercelli) e della Liguria (Pro Spada di Genova) battendole entrambe a Torino il 26 aprile 1914.
Dopo aver dotato di recinzione il campo di via Colletta, fu ammessa alla disputa del campionato lombardo di Promozione 1914-1915, girone B mancando di un punto la qualificazione al girone finale lombardo.
Durante la prima guerra mondiale, malgrado la sospensione dei campionati nazionali, l'Enotria prese parte a numerosi tornei F.I.G.C. regionali mettendo in campo numerosi giovani che in seguito vennero schierati anche in tornei U.L.I.C. sotto le mentite spoglie di Insubria Goliardo.
Proprio con la successiva e definitiva fusione con l'Insubria Goliardo, avvenuta nel 1919, acquisì il nome di Enotria Goliardo F.C..
Con la ripresa dei campionati del 1919-1920, l'Enotria disputò uno spareggio per l'ammissione alla Prima Categoria, livello corrispondente all'attuale Serie A, contro la Pro Patria di Busto Arsizio: battendola per 2-0 il 5 ottobre 1919 la squadra milanese conquistò la promozione alla Prima Categoria 1919-1920.
In quella stagione l'Enotria raggiunse il suo punto più alto quando, arrivata seconda nel girone B lombardo dietro solo al Milan, conquistò le semifinali del campionato Nazionale, dove arrivò 6ª e ultima nel girone C.

### La crisi
Nella stagione successiva l'Enotria non riuscì a ripetere lo splendido campionato della stagione precedente, venendo addirittura eliminata nel girone F lombardo (costituito da squadre indubbiamente non blasonate come Trevigliese, Juventus Italia e Nazionale Lombardia, ma in possesso di giocatori all'altezza della 1ª Categoria) con un pessimo quarto e ultimo posto.
Durante lo scisma del 1921 decise di rimanere fra i ranghi della F.I.G.C. ma, trovandosi in difficoltà a sostenere i costi dei campionati successivi, decise di vendere molti dei suoi giocatori al miglior offerente. Molti passarono al Milan, all'Internazionale e anche l'Atalanta si fece avanti prendendo i fratelli Pironi, il centravanti Chieppi e il portiere Pelvi, che nel 1926 fu il portiere del Napoli del dopo fusione. Ma il vivaio, forte di circa una sessantina di elementi, resse agli avvicendamenti. L'Enotria, grazie ai "nulla osta" architettati dal Monza e fatti firmare a tutte le società interessate a tesserare giocatori enotriani onde evitare l'incriminazione per professionismo, prese parte all'ultimo campionato F.I.G.C. (1921-1922) che disputò a livello federale.
Nella stessa stagione prese parte alla prima edizione della Coppa Italia venendo eliminata al primo turno della competizione dalla Juventus Italia di Milano per 2-0. La squadra lombarda inizialmente non sarebbe dovuta retrocedere, ma in seguito alla riunificazione tra F.I.G.C. e C.C.I. fu costretta dal Compromesso Colombo a disputare uno spareggio salvezza contro la Libertas Firenze. Esso si disputò il 2 luglio 1922 a Bologna e vide la vittoria dei toscani per 2-1, che condannarono così l'Enotria alla retrocessione in Seconda Divisione.
Al termine della stagione "Papà" Gaetani liquidò la società piazzando gli ultimi giocatori maggiorenni, mentre ai minori di 20 anni fu offerto di continuare a giocare sotto la bandiera del "purismo" uliciano, sia con l'Enotria che con società che con lei dividevano gli spazi di via Colletta. Durante la stagione 1922-1923 l'Enotria Goliardo sparì dalla geografia F.I.G.C. lombarda.

### Successive trasformazioni
Prima della seconda guerra mondiale la società viene ricostituita per quattro volte e affiliata solo al Comitato Provinciale U.L.I.C. di Milano.
La prima volta per la stagione 1925-1926 con la denominazione Associazione Calcio Enotria schierando una sola squadra in 1ª Categoria (limite di età 21 anni non compiuti). La seconda volta col nome Enotria F.C. per 3 stagioni consecutive 1928-1929, 1929-1930 e 1930-1931 mettendo in campo ogni anno 2 squadre: in 1ª Categoria e nei ragazzi (17 anni non compiuti). Nella terza stagione (sede in via Padova 25 - Trattoria Gardela) viene schierata la 2ª categoria e i ragazzi (esclusi per 2 rinunce consecutive al termine del ritorno).
La terza volta per le stagioni 1931-1932, 1932-1933 e 1933-1934 con la denominazione Società Sportiva Enotria Nuova (sede: piazzale Piola 12) mette in campo 2 squadre: 1ª categoria e riserve nel 1931-1932 e 1932-1933 e 1ª Categoria e ragazzi nel 1933-1934.
Paga l'affiliazione 1934-1935 ma non ha sufficienti giocatori da mettere in campo (partiti quasi tutti per la Guerra d'Etiopia) e rimane inattiva per 2 stagioni.
La quarta volta per l'ultima stagione effettiva del 1936-1937 (a guerra d'Etiopia ultimata) come Società Sportiva Enotria Magna disputando la 2ª Categoria della Sezione Propaganda milanese.

### Il dopoguerra
La società stenta a riorganizzarsi e all'inizio della stagione 1949-1950 si costituiscono due società distinte: La S.S. Enotria (con sede in viale Monza 57 - Bar Superti & Borella) e la A.C. Enotria Goliardo (sede in via Pistrucci 12, vicino a viale Umbria). Entrambe si iscrivono al Comitato Provinciale L.G. di Milano limitando la propria attività sportiva ai giovani di età inferiore ai 21 anni.
Le due società svolgono attività indipendente fino all'inizio della stagione 1955-1956 quando, grazie al vicepresidente Remo Portaleone si raggiunse un accordo per la riunione delle forze in campo nella A.C. Enotria.
Con l'aiuto di un ex socio dell'A.C. Enotria d'ante prima guerra mondiale, Antonio Sianesi, diventato presidente del Comitato Regionale del Settore Giovanile Lombardo, e dell'assessore allo Sport di Milano Gianfranco Crespi, si ottenne il terreno che fu trasformato nell'attuale campo sportivo di via Cazzaniga.

## Palmarès

### Competizioni giovanili
- Campionato Nazionale Under-17 Dilettanti: 1

2000-2001

## Onorificenze
- Stella d'argento al merito sportivo (1974)
- Ambrogino d'oro del Comune di Milano (1975)
- Targa d’Oro CONI (1979)
- Ducatone d’Argento Comune di Milano dell’assessorato allo sport (1980)
- Attestato di benemerenza del Comune di Milano (1982)
- Stella d'oro al merito sportivo (1988)[2]
- Premio "Rosa Camuna" di Regione Lombardia (2011)
- Associazione Sportiva Storica Milanese (Comune di Milano – 20 Gennaio 2011)
- Scuola Calcio d’Elite FIGC (2016)
- Benemerenza sportiva FIGC